# Elecciones estatales de Sonora de 1988
Las elecciones estatales de Sonora de 1988 se llevarán a cabo el miércoles 6 de julio de 1988 y en ellas se renovarán los cargos de elección popular en el estado mexicano de Sonora:
- 68 Ayuntamientos. Formados por un Presidente Municipal y regidores, electo para un período inmediato de tres años no reelegibles para un período inmediato.
- Diputados al Congreso de Sonora Electos por una mayoría de cada uno de los Distritos Electorales.

## Resultados Electorales

### Ayuntamientos

#### Municipio de Hermosillo
- Carlos Robles Lostaunau  Hecho

#### Municipio de Cajeme
Jésus Armando Félix Holguín ✓ Hecho